# Bodo Manstein (Schriftsteller)
Bodo Manstein (* 10. Oktober 1962 in Mülheim an der Ruhr) ist ein deutscher Schriftsteller.

## Leben
Der Enkel von Bodo Manstein, einem Sachbuchautor und Mitbegründer des Bund für Umwelt und Naturschutz Deutschland (BUND), wuchs im Bergischen Land auf und trat nach seinem Abitur 1982 in die Bundesmarine ein. Von 1994 bis 2002 lebte er mit seiner Familie auf Sylt. Diese Zeit spiegelt sich auch in seinem literarischen Schaffen wider. In seinem Debütkrimi Juli.Mord. ermitteln der Inselmaler Robert Benning und dessen Freund, Kriminalhauptkommissar Hinrichs, erstmals auf Sylt.

## Werke
- Alstersturm. Piper Spannungsvoll, München 2022, ISBN 978-3492506076
- Alsterfeuer. Piper Spannungsvoll, München 2020, ISBN 978-3492503754
- Die Tote in den Dünen. MIDNIGHT by Ullstein, Berlin 2018, ISBN 978-3958192355
- Endstation Sylt. epubli-Verlag, Berlin 2018, ISBN 978-3737509978
- Strand.Blut. Knaur, München 2017, ISBN 978-3426520574
- Juli.Mord. Knaur, München 2016, ISBN 978-3426518670

## Beiträge in Anthologien
- Gut versichert. In: Fangfrische Küsten-Krimis, Bärenklau Exklusiv, Oberkrämer 2025,  ISBN 978-3819067747
- Der krumme Baum. In: Makronen, Mistel, Meuchelmord, Knaur München 2018,  ISBN 978-3426523551
- Der gute Junge. In: Plätzchen, Punsch und Psychokiller, Knaur München 2016, ISBN  978-3426519622